# Міхо Бошкович
Міхо Бошкович  (хорв. Miho Bošković, 11 січня 1983) — хорватський ватерполіст, олімпійський чемпіон.

## Виступи на Олімпіадах
| Олімпіада   | Дисципліна | Місце |
| ----------- | ---------- | ----- |
| Пекін 2008  | водне поло | 6     |
| Лондон 2012 | водне поло | 1     |

## Зовнішні посилання
- Досьє на sport.references.com [Архівовано 6 січня 2009 у Wayback Machine.]